# خنسا
خَنسا (عربی: تماضر بنت عمرو بن الحرث بن الشريد السُلمية که عمدتاً شکل کوتاه شده‌اش (به عربی: الخنساء)به کار می‌رود؛ ۵۷۵ – ۶۴۵ (۶۹−۷۰ سال)) شاعر و مرثیه‌سرای برجسته عرب است که از شاعران مخضرم (به معنای فردی که در هر دو دوران جاهلی و اسلامی زیسته باشد) به‌شمار می‌رود. خنسا شناخته‌شده‌ترین شاعر زن در ادبیات عرب به‌شمار می‌رود. نام الخنسا به معنی بانوی دارای بینی هم چون آهو می باشد زیرا که از لحاظ ظاهری بینی‌ای همچون آهو داشت. در عصر او وظیفهٔ اصلی شعر زنان، سرودن مرثیه برای کشتگان و رسوم آئینی بود؛ لذا خنسا به سبب سوگواره‌هایش که برای دو برادر کشته‌شده در عصر جاهلیتش به نام‌های معاویه و صخر سروده بود، به احترام و شهرت زیادی دست‌یافت.

## زندگی
خنسا در خانواده‌ای ثروتمند در نجد زاده شد و رشد یافت. او معاصر  محمد بن عبدالله بود و پس از بعثت نیز به اسلام گروید. در سال ۶۱۲ میلادی برادر او معاویه توسط اعضای قبیله دیگری کشته شد، خنسا اصرار داشت که دیگر برادرش یعنی صخر انتقام معاویه را بگیرد، که صخر نیز این کار را انجام داد اما طی این جریان زخمی شد و حدود یک سال بعد او نیز درگذشت. پس از آن خنسا به سوگواری، اندوه و مرثیه‌سرایی‌هایی مشغول گشت که زمینه‌ساز شهرت وی شدند.
خنسا چهار پسر به نام‌های یزید، معاویه، عمر و عمره داشت که تمامی آن‌ها به اسلام گرویدند و در جریان جنگ قادسیه آنها نیز کشته‌شدند.اشعار او بعدا توسط ابن السکیت ، محقق علمی و ادبی دوران عباسیان جمع‌آوری شد که اکنون کتاب شعری از وی با ۱۰۰۰ بیت شعر موجود است.
اشعار خنساء کوتاه و با حس قوی و سنتی ناامیدی در فقدان جبران‌ناپذیر زندگی مشخص می‌شوند. جدا از استعداد شاعری او، اهمیت او در ارتقای سنت اولیه مرثیه‌نویسی عربی به سطح شعر قَریض به جای سُجّع یا رَجَز است. سبک و بیان او که برتری او را در این ژانر تضمین می‌کرد، در شعر رِثاء متأخر کلیشه‌ای شد. جایگاه خنساء به عنوان یک شاعر برجسته و چهره‌ای زن در تاریخ ادبیات عرب بی‌نظیر است. مرثیه‌های خنساء بعدها توسط ابن سکیت (802-858 میلادی)، محقق ادبی اوایل دوران عباسی، جمع‌آوری شد. نزدیک به هزار بیت از اشعار او باقی مانده است.